# Марморштейн, Лев Вениаминович
Лев Вениаминович Марморштейн (1903—1994) — главный инженер московского металлургического завода «Серп и молот», лауреат Сталинской премии (1949).

## Биография
Родился в 1903 г. в Орле в семье кустаря.
После окончания института — инженер, зав. производством, с 1935 г. главный инженер московского металлургического завода «Серп и молот».
Арестован 2 января 1939 г. по обвинению в участии в контрреволюционной организации. Дело прекращено 9 октября того же года, восстановлен в должности.
После увольнения с завода «Серп и молот» работал в институте «ГИПроМеЗ», был главным инженером проекта Новолипецкого металлургического завода.

## Научные труды
- Сплавы. Железо — хром — алюминий [Текст] / канд. техн. наук Л. В. Мармоштейн. — Москва : изд-во и тип. Металлургиздата, 1950. — 120 с. : ил.; 22 см.

## Награды и звания
Лауреат Сталинской премии (1949 — за 1948 год, в составе коллектива) — за разработку технологии и внедрение в металлургическую промышленность применения кислорода для интенсификации мартеновского процесса.
Во время войны награждён орденами Красной Звезды (03.07.1943) и Трудового Красного Знамени (31.03.1945).
Кандидат технических наук.

## Семья
Сестра — Ревекка (Вера) Вениаминовна Марморштейн (1904—?), также была арестована по обвинению в антисоветской агитации, находилась под следствием в 1941—1943 годах.